# Étienne Perrot (psychologue jungien)
Pour les articles homonymes, voir Perrot et Étienne Perrot.
Étienne Perrot, né à Audierne le 29 novembre 1922 et mort le 17 décembre 1996 à Fontainebleau est un psychologue jungien français. Il est l'un des continuateurs de Carl Gustav Jung en France dans le domaine de la psychologie analytique. Traducteur du Yi-king ou Livre des transformations, de Richard Wilhelm, il a également contribué à la traduction française de l'œuvre de C.G. Jung.

## Biographie et œuvres
C’est en 1960, à l’âge de trente-sept ans, qu’Étienne Perrot découvre Psychologie et Alchimie, et cette rencontre décisive avec Carl Gustav Jung va orienter toute sa vie. Il écrit : « Je demeurai interdit : jamais une description psychologique n’avait trouvé un tel écho en moi. ». Il reconnaît dans l’itinéraire de certains patients de Jung son propre cheminement qui l’a conduit du séminaire de Quimper, où il est resté pendant six ans, à l’étude de l’alchimie en passant par celle des voies orientales et occidentales, ésotériques et mystiques. Cette plongée initiale dans l’inconscient sans préparation ni aide psychologiques est pour lui une expérience dont il retrouve un écho lorsqu’il lit Ma Vie de Jung.
Se sentant dorénavant relié à une voie « autochtone, originale et complète », comme lui disait en rêve Jung sous les traits de son analyste, il consacre son énergie, ses connaissances des langues anciennes et sa culture biblique et alchimique à traduire des textes latins (Atalante fugitive de M. Maier surtout), puis, à partir de l’allemand, les œuvres majeures de la seconde partie de la vie de C.G. Jung comme Mysterium conjunctionis.
Le long processus de transformation appelé par Jung « processus d’individuation » était déjà décrit par les anciens alchimistes sous le nom de « transformation de la matière » conduisant à la réalisation du Soi pour Jung ou de la « pierre philosophale » pour eux. Cette alchimie restaurée par Jung, Étienne Perrot la fait connaître au public français dès 1969 par ses traductions et, aussi, par des conférences et des articles. Sa traduction du Yi Jing, qui a un vif succès, lui permet de faire publier, par le même éditeur, son premier livre, La Voie de la transformation d’après C.G. Jung et l’alchimie.
Il rencontre à cette époque Francine Saint René Taillandier, psychothérapeute, élève et amie de Marie-Louise von Franz ; après s’être mariés en 1978, ils créent les éditions de la « Fontaine de Pierre » pour publier les ouvrages de Marie-Louise von Franz sur les contes de fées traduits par Francine Saint René Taillandier.
Étienne Perrot ouvre un premier séminaire alchimique le 16 octobre 1969 d’où sortiront certains de ses livres comme Les Trois pommes d’or, La Consolation d’Isaïe. Il écrit l'article sur Jung de l'Encyclopædia Universalis.
Initié à la voie des rêves principalement par Élie Humbert, élève de Jung et de Marie-Louise von Franz, il fait  la connaissance de cette dernière et sera relié à elle par une amitié jusqu’à sa mort.
Il touche un public très large grâce à des émissions sur France Inter consacrées aux rêves en 1979, puis sur France Culture et sur la Radio suisse romande.
Il se focalise sur le concept jungien d'individuation, par l’écoute des rêves et de leur sagesse dans le respect et l’amour d’une conscience éveillée. Reconnaissant parmi ses devanciers, outre les alchimistes, des mystiques comme Maître Eckhart ou Madame Guyon, ou par Dante, Rilke, Beethoven, il s’inscrit aussi dans la lignée de ceux qui, avant Jung, s’étaient penchés sur l’étude de l’inconscient comme Freud.

## Lalangue des oiseauxet le rêve
Le sens des mots dans les rêves est exploré la première fois par le psychiatre Carl Gustav Jung qui, en fondant la mythanalyse pose que « Si abstrait qu’il soit, un système philosophique ne représente donc, dans ses moyens et ses fins, qu’une combinaison ingénieuse de sons primitifs ». Le mot, en plus d'avoir un sens abstrait est chargé émotionnellement.

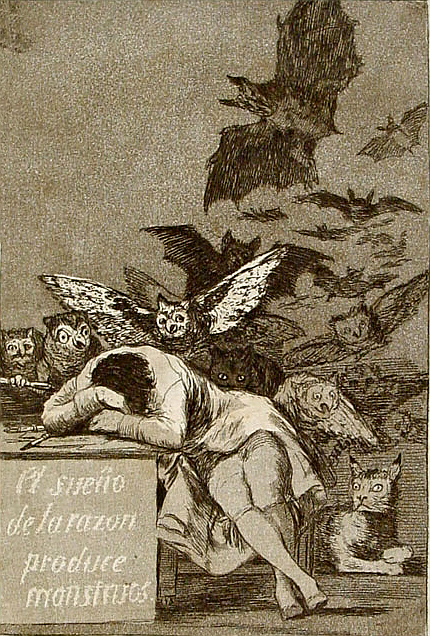
le rêve selon Goya

Étienne Perrot, continuateur de Jung, fait de la langue des oiseaux et des jeux de sonorités une capacité du rêve d'exprimer de manière parallèle une réalité psychique. Loin d'être un simple jeu de l'esprit, un mot décodé par la langue des oiseaux permet au rêveur d'entrer dans une réalité autre que celle du conscient. Il ne s'agit donc pas de faire éclater gratuitement et intellectuellement la signification d'un mot — ce qui rendrait inconsistant le langage — mais de faire l'expérience immédiate de l'inconscient, recevant de lui une aide profonde et un sens à la vie : 

« Cette synchronicité, ces écoutes extérieures et intérieures, ces doubles lectures, nous les apprenons donc d'abord dans les rêves. Les rêves nous apprennent à décrypter la réalité_les rêves, c'est bien connu, prennent très souvent des matériaux de la vie diurne, mais c'est pour nous apprendre à les lire autrement_ Cette lecture renferme un élément très important, qui est le décryptage des mots suivant des lois qui ne sont pas des lois causales, mais des lois phonétiques, suivant le mode de formation des calembours. C'est ce qu'on appelle "la langue des oiseaux", et c'est cela, d'une façon précise, ce que les alchimistes appelaient "la gaie science" »

.
Étienne Perrot justifie le double sens phonétique des textes alchimiques par cette citation de l'auteur ésotérique Michael Maier qui explique :

« À propos de tout ce que tu entends, raisonne pour savoir s'il peut en être ainsi ou non.Nul en effet n'est incité à croire ou à accomplir des choses impossibles, car les mots (des livres hermétiques) existent à cause des choses et non les choses à cause des mots »

.
Étienne Perrot reconnaît au rêve une certaine motivation, indépendante à la conscience, un certain humour qui transparaît par la langue des oiseaux. En déstructurant le mot, par les sonorités qu'il contient, le rêve (l'inconscient en somme) donne à entendre un autre sens. Étienne Perrot voit dans le mot onirique une capacité à se « dilater » par une mise en correspondance de symboles. Il y voit également une correspondance constante avec la musique de l'alchimie dans laquelle « toute cuisson s'accompagne d'une musique : un four gronde, un feu crépite, l'eau sur le feu chante et, si l'on y plonge un métal porté au rouge, il siffle ».
Cette capacité du rêve à générer des sens à plusieurs niveaux correspond à la règle d'interprétation alchimique obscurum per obscurius qui prône l'explication, paradoxale, de ce qui est obscur par ce qui est plus obscur encore. Il s'agit bien du contenu latent du rêve, qui tend à se symboliser par la condensation, proche des koans et des haï kaï zens. Par exemple, un rêve évoquant un « parchemin », contre toute logique, pourrait s'interpréter par l'expression « par le chemin » suivant la langue des oiseaux, expression qui renvoie aux symboles de liberté, d'ouverture d'esprit, de développement personnel. En latin, un romain rêvant d'un livre (« liber ») aboutirait à la même conclusion : liber renvoie également à liberté ; et cette racine a été conservée en français. Des personnages, par leurs patronymes, peuvent ainsi correspondre à des symboles. Le nom de Pierre par exemple, dans un rêve, renvoie non à une personne réelle ou historique (l'apôtre) mais à la pierre au sens d'autel ou de Pierre philosophale. Pour Jung, l'existence de ce double langage prouve la continuité des symboles alchimiques dans le psychisme contemporain. Rêver d'un « sceau » au sens de clé renverrait ainsi au scel, mot d'ancien français désignant le « sel », composé alchimique, et fonction psychique régulatrice.
Par ailleurs, l'étymologie demeure dans le rêve, en dépit de la culture du rêveur. Elle semble encore signifiante, comme si elle stratifiait dans l'inconscient tous les sens d'un mot, et toute son évolution linguistique. Le mot « laboratoire » par exemple, en rêve, continue à contenir les deux sens de laborare (travailler) lui-même provenant du verbe latin orare (prier). En somme le rêveur pourrait être appelé à « travailler sur sa conscience spirituelle » en voyant lors d'un songe un laboratoire. Pour Étienne Perrot et les psychologues analytiques, en effet, l'inconscient « connaît » l'étymologie et joue avec. Par exemple, rêver de « graisse » renvoie à sa racine latine : adeps qui évoque le substantif « adepte », celui entré en possession de la Pierre philosophale. De même, « Luxembourg » renvoie à la « ville de lumière » (lux en latin), la forteresse du Soi.
Les jeux de mots sont également à la source d'interprétation des rêves, et en premier lieu les anagrammes et calembours, combinés au savoir inconscient de l'étymologie. Rêver d'un « gnome » par exemple pointerait vers la racine grecque « gnomon » qui désigne l'être surnaturel synonyme de nain et qui est l'anagramme de « mon gon ». L'expression de « mon gond » (rendue intelligible, décodée, en graphie conventionnelle) pourrait alors mettre en lumière le côté fermé, clôt, du rêveur face à un problème, et la nécessité pour lui de s'ouvrir au monde. Les phases de la transformation spirituelle intérieure sont en effet, dans toutes les cultures, symbolisées par des seuils de porte ou des dispositifs d'ouverture (les rêves de maisons sont significatifs-de là rêver de « restaurant » peut inclure le sens de "restauration" psychique, de reconstruction personnelle). Les jeux de mots sonores sont souvent très évidents : rêver de « corbeau » peut évoquer le « corps beau », c'est-à-dire le corps qu'une personne complexée doit apprendre à respecter notamment.

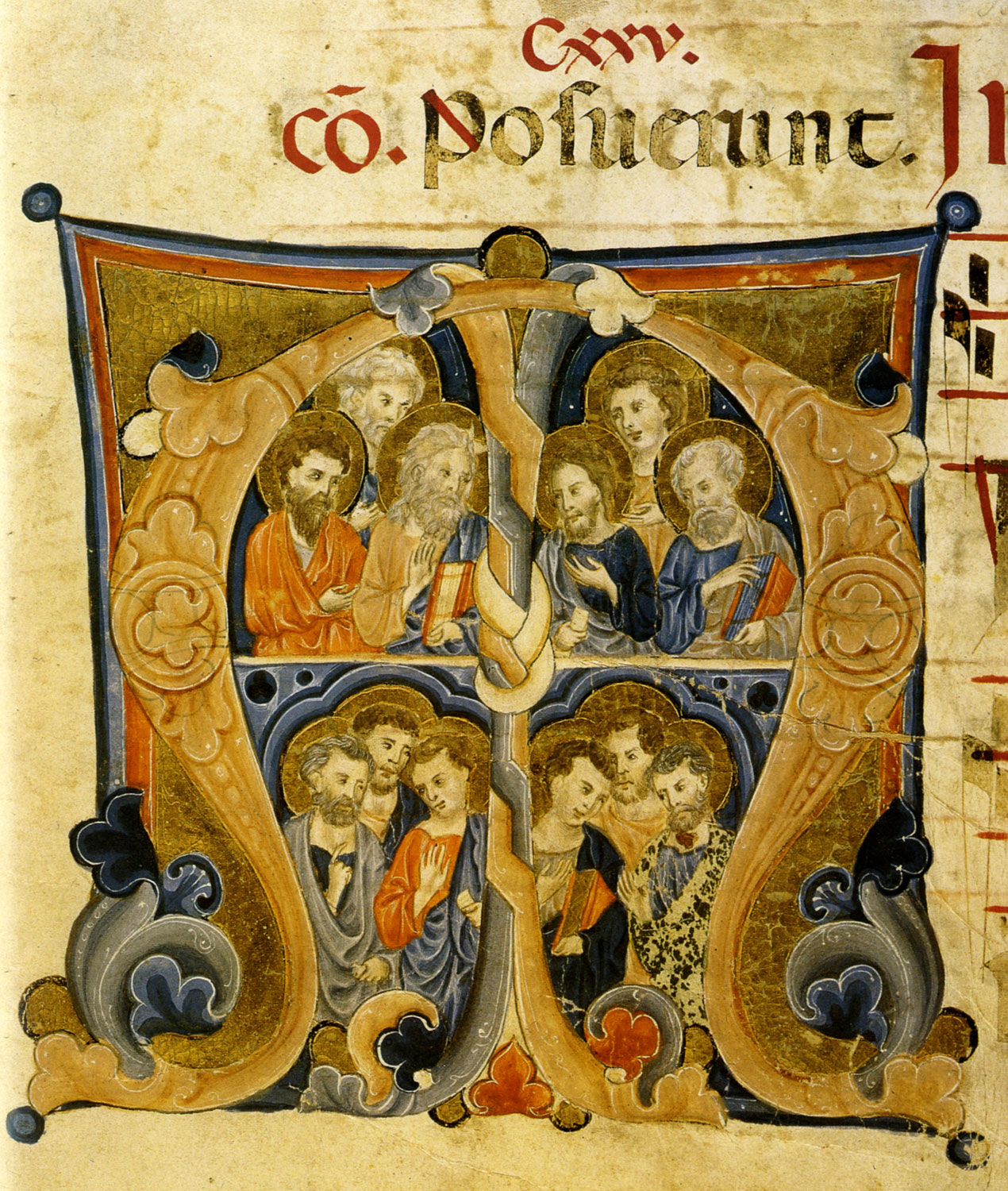
symbolique de la lettre M

Assez proche de la numérologie, l'interprétation de lettres entendues ou vues dans un rêve peut recevoir un éclairage particulier grâce à la langue des oiseaux. Rêver de la lettre « M » pourrait signifier phonétiquement « aime » alors que, inversement rêver de la lettre « N » correspondrait au concept de « haine ».
Plus symboliquement, les noms pourraient renfermer dans leur structure l'essence des choses qu'ils désignent.Perrot donne l'exemple du « merle » alchimique qui peut s'expliquer ainsi :

« le vase hermétique (athanor) est la mère de la Pierre. « Merle » est formé de « mère » où est venu se ficher en quelque sorte le l, verticale symbolisant la foudre divine, le feu du sacrifice qui pénètre la substance terrestre et la consacre à la divinité. Le merle est donc l'athanor allumé et sanctifié par le feu du ciel »

.
Étienne Perrot considère également que le double sens est appréhendable également par le recours à la kabbale qui utilise la permutation des lettres. Par exemple la lettre aleph est l'Esprit.
Enfin, le double sens peut être levé facilement, par une lecture au premier degré : rêver de l'expression d'« antimoine », sans se référer au composé alchimique, devenu archaïque de nos jours, peut signifier simplement « anti-moine » : se méfier des clercs, de la religion par exemple ; le prénom « Renée » signifie "re-naît". Néanmoins C. G. Jung, comme Étienne Perrot, insistent sur la nécessité, pour interpréter efficacement ce double sens, de comprendre la situation du rêveur, ainsi que son langage personnel, sans quoi les interprétations ne seraient que fantaisistes ou trop analysées.
Cependant, Étienne Perrot ne cherche pas l'interprétation systématique : « le seul plan qui nous intéresse est celui des analogies signifiantes de la langue des oiseaux ».